# Lasioglossum testaceum
Lasioglossum testaceum là một loài Hymenoptera trong họ Halictidae. Loài này được Robertson mô tả khoa học năm 1897.